# Dyscia distinctaria
Dyscia distinctaria är en fjärilsart som beskrevs av Bang-haas 1910. Dyscia distinctaria ingår i släktet Dyscia och familjen mätare. Inga underarter finns listade i Catalogue of Life.